# فضة بريتانيا

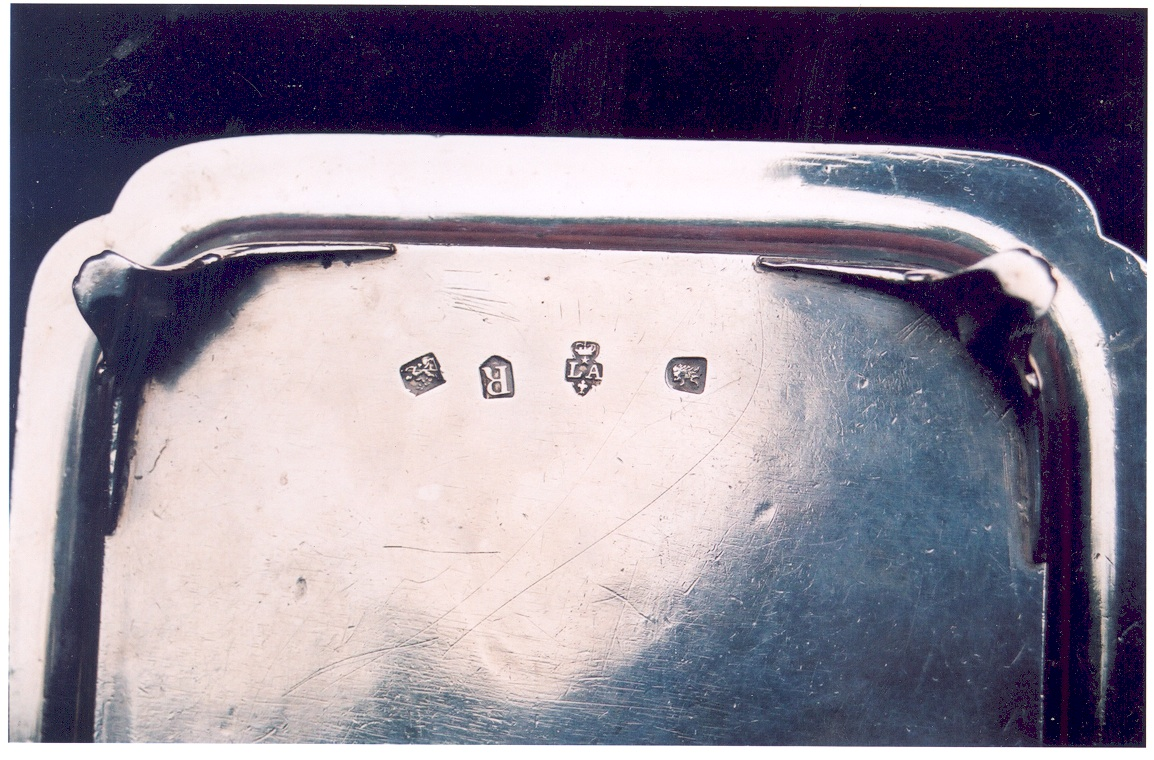
Waiter of 1732, with Britannia gauge mark

فضة بريتانيا هي سبيكة من الفضة والتي تحتوي على 95.84٪، من الفضة مع ما يكمل السبيكة عادة من النحاس.

## التاريخ
تم تقديم و اعتماد هذا المعيار في إنجلترا من قبل قانون صادر عن البرلمان عام 1697 ليحل محل الجنيه الاسترليني الفضي والذي يحتوي على (92.5٪ فضة). كانت الفضة توسم بشكل يشبه النمر ، ولكن تم استبداله بشكل امرأة تسمى بريتانيا.
وقامت محاولة جدية من حكومة إنجلترا لاعتماد فضة بريتانيا كمعيار الفضة عبر اقتراح الفكرة على ويليام الثالث ملك إنجلترا في العام 1696.
وقد تم اعتماد جنيه الفضة الاسترليني مرة أخرى لاستخدامه من 1 حزيران 1720، وبعد ذلك بقيت فضة بريتانيا في مستوى اختياري لفحص الفضة في المملكة المتحدة وإيرلندا.
و كانت النقود المعدنية من الذهب والفضة يتم سكها في دار السك الملكية منذ عام 1998، و المعروفة باسم "Britannias" و ذلك لأنهم كانوا يطبعون الجهة الخلفية للعملات أو المعادن بفضة بريتاني المعيارية.
وينبغي التمييز بين معدن البريتانيا أو سبيكة فضة بريتانيا وبين سبيكة بيوتر الشبيهة والتي لا تحتوي على الفضة.